# دايفيد كيسلر
دايفيد كيسلر (بالإنجليزية: David Kessler)‏ هو كاتب أمريكي، ولد في 16 فبراير 1959.

## وصلات خارجية
- الموقع الرسمي